# Konnur, Hungund
Konnur là một làng thuộc tehsil Hungund, huyện Bagalkot, bang Karnataka, Ấn Độ.